# Ernest Peirce
Ernest „Eddie” Pierce (ur. 25 września 1909 w Somerset West, zm. 23 stycznia 1998 w Apache Junction) – południowoafrykański bokser, brązowy medalista letnich igrzysk olimpijskich w Los Angeles w kategorii średniej.
Zawody w 1932 były jego jedynymi igrzyskami olimpijskimi. W walce o brąz pokonał Rogera Michelota. W 1930 również zdobył brąz na igrzyskach Imperium Brytyjskiego.